# نورت توستین (کالیفرنیا)
نورت توستین (به انگلیسی: North Tustin) یک منطقهٔ مسکونی در ایالات متحده آمریکا است که در شهرستان اورنج، کالیفرنیا واقع شده‌است. نورت توستین ۱۷٫۲۸۴ کیلومتر مربع مساحت و ۲۴٬۹۱۷ نفر جمعیت دارد و ۷۸ متر بالاتر از سطح دریا واقع شده‌است.